# Mörbylånga-Kastlösa församling
Mörbylånga-Kastlösa församling är en församling i Södra Ölands pastorat i Kalmar-Ölands kontrakt i Växjö stift i Svenska kyrkan. Församlingen ligger i Mörbylånga kommun i Kalmar län på Öland.

## Administrativ historik
Församlingen bildades 2002 genom sammanslagning av Mörbylånga församling och Kastlösa församling och var till 2010 moderförsamling i pastoratet Mörbylånga-Kastlösa, Resmo, Vickleby och Hulterstad-Stenåsa. Församlingen ingår sedan 2010 i Södra Ölands pastorat.

## Externa länkar

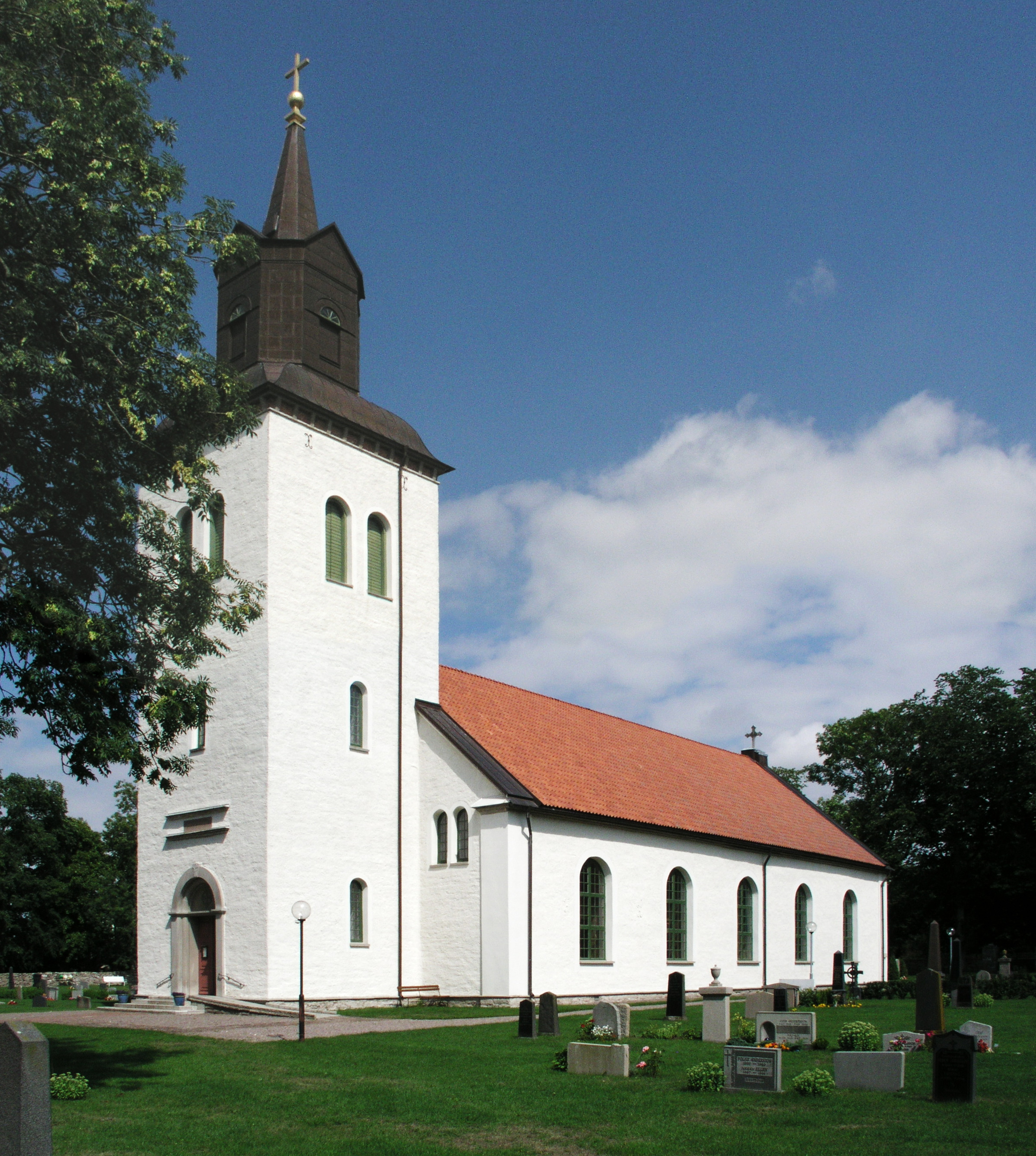
Kastlösa kyrka.

## Kyrkor
- Kastlösa kyrka
- Kastlösa stiftsgårds kapell
- Mörbylånga kyrka